# División de Honor Femenina A de hockey hierba 2024-25
La División de Honor Femenina A de hockey hierba 2024-25, denominada Liga Iberdrola por motivos de patrocinio, es la temporada 2024-25 de la máxima categoría española de hockey hierba. La disputan doce equipos que se enfrentaron todos contra todos en formato de liga. La organizó la Real Federación Española de Hockey.

## Equipos
| Equipo                                 | Localidad                  | Estadio                       |
| -------------------------------------- | -------------------------- | ----------------------------- |
| Unión Deportiva Taburiente             | Las Palmas de Gran Canaria | Ciudad Deportiva Siete Palmas |
| Club de Campo Villa de Madrid          | Madrid                     | Club de Campo                 |
| Júnior Fútbol Club                     | San Cugat del Vallés       | Sant Cugat                    |
| Club Egara                             | Tarrasa                    | Pla de Bon Aire               |
| Real Club de Polo                      | Barcelona                  | Eduardo Dualde                |
| Real Sociedad Hockey Femenino          | San Sebastián              | Campo de Hockey Bera Bera     |
| Atlètic Terrassa Hockey Club           | Tarrasa                    |                               |
| Sanse Complutense                      | San Sebastián de los Reyes |                               |
| Real Sociedad de Tenis de la Magdalena | Santander                  |                               |
| Sardinero Hockey Club                  | Santander                  |                               |
| Club Deportiu Terrassa                 | Tarrasa                    | Les Pedritxes                 |
| Real Club Jolaseta                     | Guecho                     |                               |

## Clasificación

### Fase regular
|                                                                      | Equipo                | Puntos | J | G | E | P | GF | GC | DG  |
| -------------------------------------------------------------------- | --------------------- | ------ | - | - | - | - | -- | -- | --- |
| 1                                                                    | Club de Campo         | 21     | 7 | 7 | 0 | 0 | 27 | 4  | 23  |
| 2                                                                    | Real Club de Polo     | 16     | 7 | 5 | 1 | 1 | 23 | 12 | 11  |
| 3                                                                    | Atlètic Terrassa HC   | 14     | 7 | 4 | 2 | 1 | 16 | 9  | 7   |
| 4                                                                    | Club Egara            | 13     | 7 | 4 | 1 | 2 | 14 | 13 | 1   |
| 5                                                                    | Júnior FC             | 12     | 7 | 3 | 3 | 1 | 15 | 7  | 8   |
| 6                                                                    | UD Taburiente         | 11     | 7 | 3 | 2 | 2 | 18 | 14 | 4   |
| 7                                                                    | Real Sociedad, S.A.D. | 10     | 7 | 3 | 1 | 3 | 16 | 15 | 1   |
| 8                                                                    | Sanse Complutense     | 8      | 7 | 2 | 2 | 3 | 20 | 20 | 0   |
| 9                                                                    | RS Tenis              | 5      | 7 | 1 | 2 | 4 | 8  | 13 | -5  |
| 10                                                                   | CD Terrassa           | 4      | 7 | 0 | 4 | 3 | 7  | 13 | -6  |
| 11                                                                   | Sardinero HC          | 3      | 7 | 1 | 0 | 6 | 7  | 15 | -8  |
| 12                                                                   | FC Barcelona          | 0      | 7 | 0 | 0 | 7 | 3  | 39 | -36 |
| Fuente: Real Federación Española de Hockey; actualización automática |                       |        |   |   |   |   |    |    |     |

### Playoffs
|  | Semifinales | Semifinales | Semifinales |  |  | Final | Final | Final |  |
|  |             |             |             |  |  |       |       |       |  |
|  |             |             |             |  |  |       |       |       |  |
|  | 1.º         |             |             |  |  |       |       |       |  |
|  |             |             |             |  |  |       |       |       |  |
|  | 4.º         |             |             |  |  |       |       |       |  |
|  |             |             |             |  |  |       |       |       |  |
|  |             |             |             |  |  |       |       |       |  |
|  |             |             |             |  |  |       |       |       |  |
|  | 2.º         |             |             |  |  |       |       |       |  |
|  |             |             |             |  |  |       |       |       |  |
|  | 3.º         |             |             |  |  |       |       |       |  |
|  |             |             |             |  |  |       |       |       |  |
|  |             |             |             |  |  |       |       |       |  |

### Playoutpor la permanencia
El penúltimo clasificado de la División de Honor juega un playout contra el segundo clasificado con posibilidades de ascenso de la División de Honor B:
|  | Final |  |  |  |  |  |
|  |       |  |  |  |  |  |
|  |       |  |  |  |  |  |
|  |       |  |  |  |  |  |
|  |       |  |  |  |  |  |
|  |       |  |  |  |  |  |